# 新巴甫利夫卡 (斯卡多夫斯克区)
46°19′25″N 33°23′57″E / 46.32361°N 33.39917°E
新巴甫利夫卡（烏克蘭語：Новопавлівка），是烏克蘭南部赫爾松州斯卡多夫斯克區卡兰恰克市镇内的村落。始建於1830年，面積26.09平方公里，海拔高度15米，2001年人口732，人口密度每平方公里28.1人。